# Monopsis
Monopsis es un género de plantas  perteneciente a la familia Campanulaceae.  Es originario del África tropical y las Comoras. Comprende 32 especies descritas y de estas, solo 15 aceptadas.

## Taxonomía
El género fue descrito por Richard Anthony Salisbury y publicado en Trans. Hort. Soc. London 2: 37. 1817. La especie tipo es:  Lobelia speculum Andrews. = Monopsis speculum (Andrews) A. DC.

## Especies aceptadas
A continuación se brinda un listado de las especies del género Monopsis aceptadas hasta octubre de 2013, ordenadas alfabéticamente. Para cada una se indica el nombre binomial seguido del autor, abreviado según las convenciones y usos.
- Monopsis acrodon E.Wimm.
- Monopsis alba Phillipson
- Monopsis belliflora E.Wimm.
- Monopsis debilis (L.f.) C.Presl
- Monopsis decipiens (Sond.) Thulin
- Monopsis flava (C.Presl) E.Wimm.
- Monopsis kowynensis E.Wimm.
- Monopsis lutea (L.) Urb.
- Monopsis malvacea E.Wimm.
- Monopsis scabra (Thunb.) Urb.
- Monopsis simplex (L.) E.Wimm.
- Monopsis stellarioides (C.Presl) Urb.
- Monopsis unidentata (Dryand.) E.Wimm.
- Monopsis variifolia (Sims) Urb.
- Monopsis zeyheri (Sond.) Thulin